# Pan di Zucchero (szczyt)
Pan di Zucchero (fr. Pain de Sucre) – szczyt górski w Alpach Kotyjskich na granicy francusko-włoskiej, w masywie Escreins. Ma wysokość 3208 m n.p.m. Leży pomiędzy przełęczą Col Agnel na południowym zachodzie i szczytem Pic d’Asti na południowym wschodzie.

## Wejście na szczyt
Szczyt można zdobyć wyruszając ze schroniska Rifugio Agnel i idąc przez przełęcz Col Vieux. Alternatywna trasa wiedzie przez grań od strony przełęczy Col Agnel. Ze szczytu rozpościera się widok na m.in. Monte Viso, Pic d’Asti, Cresta della Taillante i jezioro Foréant.

## Galeria

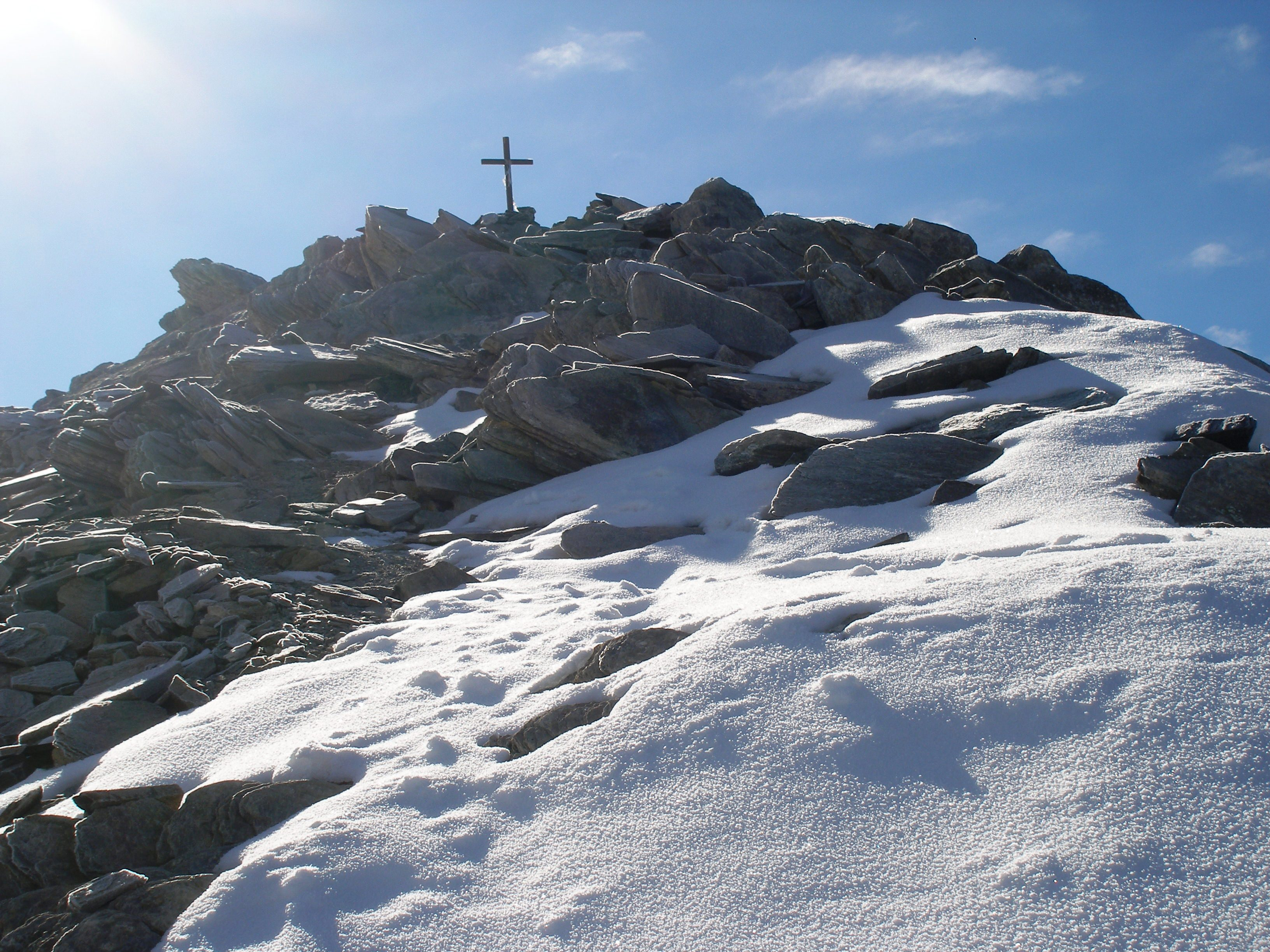
Krzyż na szczycie
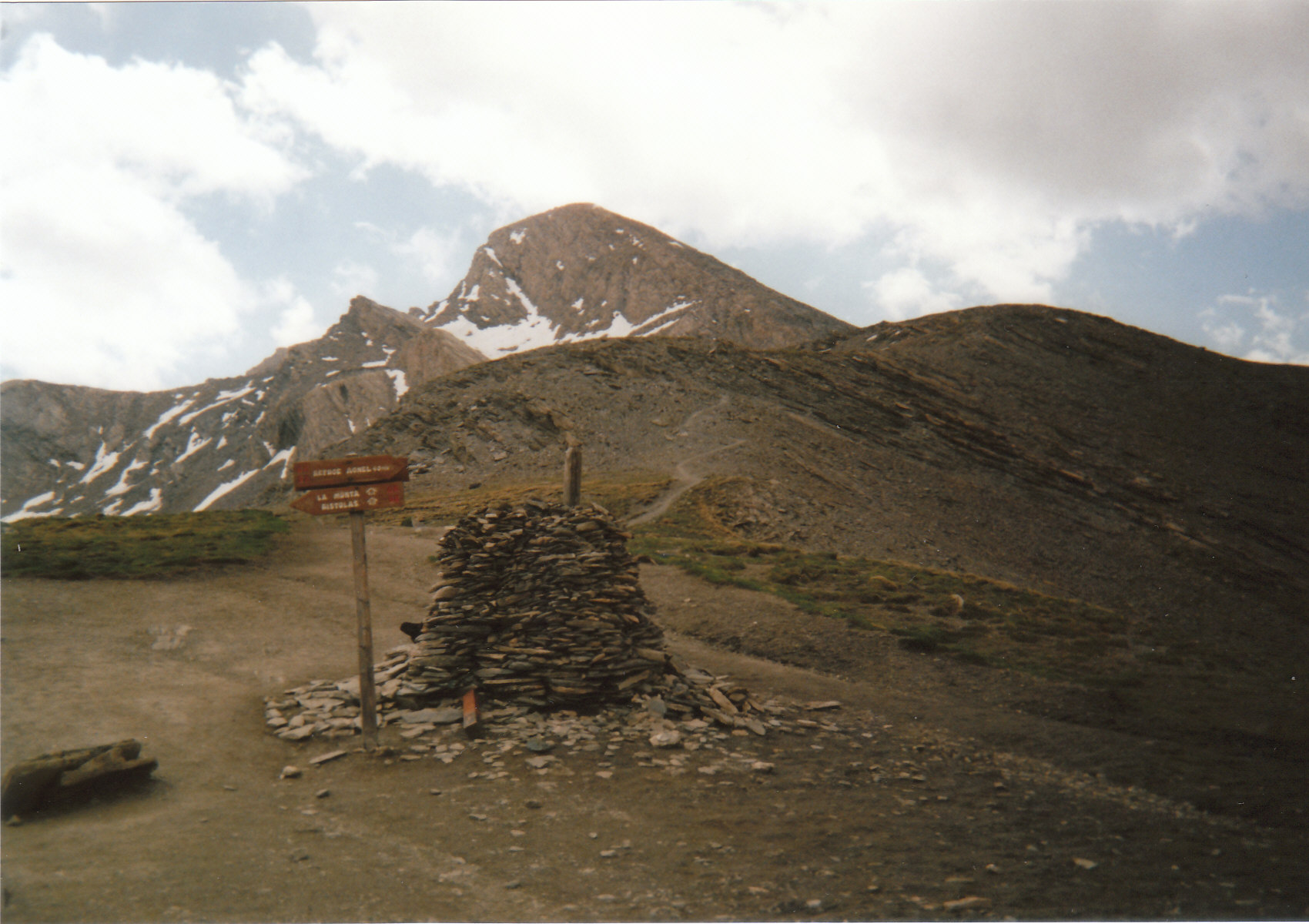
Szczyt widziany z przełęczy Col Vieux
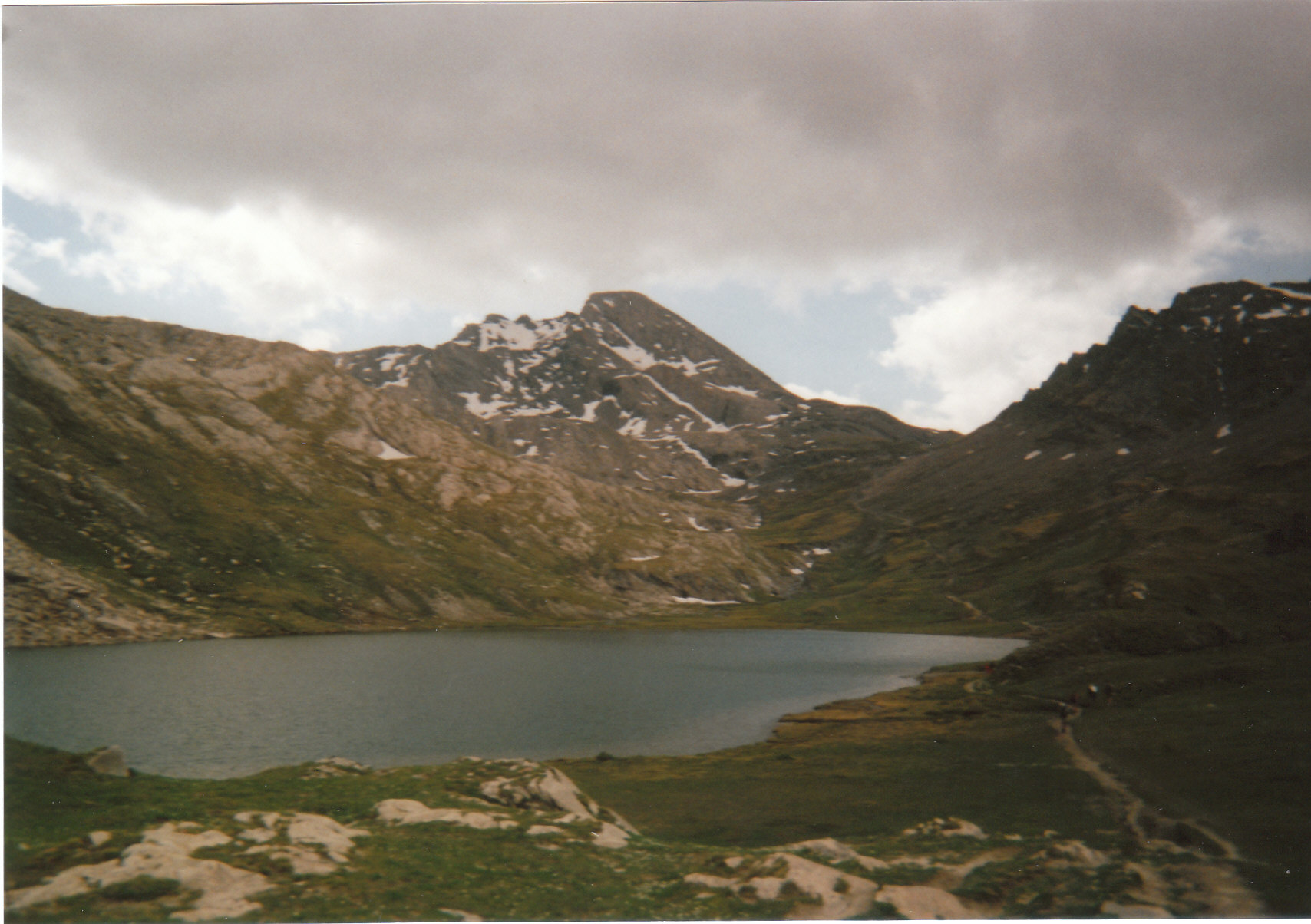
Widok na szczyt znad jeziora Foréant